# Menschenbilder
Die Sendung Menschenbilder – Die Sendung vom geglückten Leben ist eine Gesprächssendung auf Österreich 1 (Ö1). Die Sendereihe gibt Einblick in das Leben von Menschen. Die Personen sind im Interview zu hören und können Musikwünsche äußern.

## Allgemeines
Die Sendung am Sonntag-Nachmittag dauert etwa 45 Minuten. Zumeist mit nur einem Interviewten, ganz selten mehrere, manchmal werden Sendungen posthum „in memoriam“ gestaltet.
Maria Schaumayer war über die Jahre zumindest zweimal Interviewte.
Hörer sind aufgefordert, Personen der Redaktion zu nennen.
Gegründet wurde die Sendung 1984 von Heinz Janisch, die verbindende Stimme macht bis heute Sandra Kreisler. Bekanntester Redakteur ist Hubert Gaisbauer.

## Erkennungsmelodie
Die Erkennungsmelodie ist ein Stück für Baritongitarre, komponiert von Christian Muthspiel, gespielt von Wolfgang Muthspiel. Bis 2017 war es das Stück Von fremden Ländern und Menschen aus dem Klavierzyklus Kinderszenen (1837/38) von Robert Schumann.